# Ines Paulke
Ines Paulke, née le 20 septembre 1958 à Gräfenthal, à l'époque en République démocratique allemande, et morte le 17 février 2010 à Thannhausen en Bavière, est une chanteuse pop allemande.

## Biographie
Avant sa carrière de chanteuse, Ines Paulke suit une formation d'infirmière. Puis, elle étudie le chant classique à l'école de musique du district de Gera et en 1983, elle reçoit un accord de parrainage du comité des arts du spectacle d'Allemagne de l'est. Elle chante d'abord dans des groupes amateurs tels que le groupe Motiv et remporté plusieurs concours. Déjà à cette époque, son titre Mona Lisa de Riesa en RDA passe à la radio. Rainer Oleak l'introduit dans le groupe Datzu en 1984, où elle chante jusqu'en 1986, date à laquelle elle quitte le groupe après une dispute. Elle travaille ensuite avec le producteur pop Arnold Fritzsch, qui a auparavant appartenu au groupe Kreis. Il compose pour elle des titres comme Hauch mir zur Leben et The Color of My Tears, pour lesquels elle écrit elle-même les paroles. Elle est l'une des rares artistes de la RDA à enregistrer des titres en anglais. À la fin des années 1980, elle apparaît également sous le nom d'Inez Paulke.

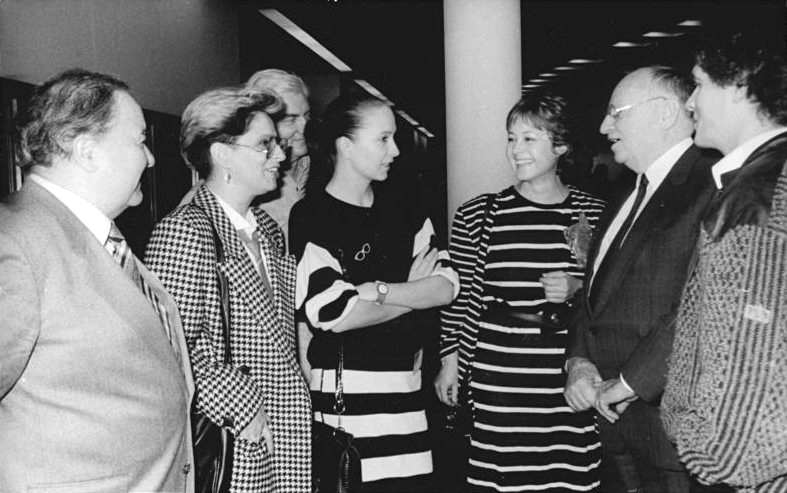
1er mars 1989 à Berlin : Congrès des arts du spectacle de la RDA. Lors d'une pause : le chanteur pop Michael Hansen, le membre du Politburo et secrétaire du Comité central du SED Kurt Hager, la chanteuse de chanson Barbara Kellerbauer, la chanteuse rock Ines Paulke, la chanteuse et présentatrice Dagmar Frederic et le conférencier Heinz Quermann.

Elle reçoit des prix lors de fêtes ouvrières où elle se produit. Elle est élue « chanteuse pop de l'année » à trois reprises en RDA. L'effondrement de la RDA met fin à sa carrière de chanteuse. On la voit avec Anke Schenker et Angelika Weiz dans le rôle d'une des Swing Sisters, elle fonde le projet gospel United Voices et est danseuse de revue au Friedrichstadt-Palast de Berlin. Elle signe également des contrats pour se produire en cabaret ou en tant qu'actrice.
De 2005, elle joue dans un programme pour enfants de Reinhard Lakomy. Elle quitte le projet en décembre 2009 en raison de problèmes de santé.
Ines Paulke s'installe dans l'Allgäu en 2007. En février 2010, elle met fin à ses jours à l'âge de 51 ans.

## Discographie
- 1988 : Die Farbe meiner Tränen (Amiga)
- 1999 : Himmelblau (BMG/WEA)
- 2005 : Good News, Ines Paulke & Best Friends (mit Ben Mayson, Ric Engelhardt)
- 2008 : 60 Jahre AMIGA (Box 27)
- 2011 : Hauch mir wieder Leben ein (BMG/Amiga)

## Distinctions
- 1988 : Grand Prix de l'Œillet Rouge à Sotchi[4]